# Met kerst ben ik alleen
Met kerst ben ik alleen is een single van de Nederlandse zanger André Hazes uit 1982. Het stond in 1992 als negende track op het album Kerstfeest voor ons. In 2004 bracht zijn platenmaatschappij het lied opnieuw, maar dan postuum, uit met Eenzame kerst aan de andere kant van de single.

## Achtergrond
Met kerst ben ik alleen is geschreven door André Hazes, Benny Andersson en Björn Ulvaeus en geproduceerd door Tim Griek. Het is een Nederlandse bewerking door Hazes van The Day Before You Came van ABBA. Het nummer heeft hetzelfde thema als Eenzame kerst; alleen zijn tijdens het kerstfeest. 

## Hitnoteringen
Bij de eerste uitgave van het lied was er alleen in Nederland succes. Het stond vier weken in de Nationale Hitparade en piekte op de derde plaats en was eveneens vier weken in de Top 40 te vinden, met de dertiende plaats als hoogste positie. Bij de heruitgave in 2004 was er ook een notering in Vlaanderen. Hier stond het één week in de lijst op de 47e plek. In Nederland stond het lied ditmaal zes weken in de Single Top 100, waar het piekte op de vijfde positie. In de Top 40 werd de negende positie behaald, in de drie weken dat het in die lijst te vinden was.